# Фаравахар
Фаравахар (на персийски: فروهر) е един от най-известните символи на зороастризма. Смята се, че символът представлява Фраваши (ангел-пазител), откъдето произлиза и името му. Тъй като символът присъства и на шахски (царски) надписи се смята, че представлява също така „Божествената шахска слава“ (хваренах) или Фраваши на шаха, или божественото право на шаха да управлява, което е в основата на властта му. Преди царуването на Дарий I символът няма човешка форма над крилата. Смята се, че в ранните изображения с човешка форма лицето е на самия Дарий. В днешния зороастризъм фаравахар се смята за напомняне за целта на живота, която е да се живее по такъв начин, че душата да напредне към фрашо-керети или единение с Ахура Мазда.